# Renate Kern
Renate Kern geboren als Renate Poggensee (Tann (Rhön), 23 januari 1945 - Hoyerswege gemeente Ganderkesee, 18 februari 1991) was een Duitse schlager- en countryzangeres. Ze trad ook op onder de pseudoniemen Nancy Wood en Nathalie de Navarre.

## Carrière
Renate Kern was de dochter van raketingenieur Karl Poggensee (1909-1980). De connecties met radio en televisie die tot stand kwamen tijdens een studentenuitwisseling in de Verenigde Staten in 1962, waren voor Renate Kern aanleiding om haar oorspronkelijke droom om lerares te worden op te geven. Ontdekt door Werner Last alias Kai Warner, de broer van James Last, maakte de zangeres met de diepe stem snel carrière, meestal met teksten die aanmoedigden of advies gaven. Van 1965 tot midden jaren 1970 stond ze onder contract bij platenmaatschappij Polydor.
Haar eerste singles Kiss and Shake (35e plaats) en Du bist meine Liebe (39e plaats) kwamen uit in 1965 en bestormden meteen de Duitse hitparade. Met Lieber mal weinen im Glück had ze in 1968 haar grootste hit (10e plaats). Du mußt mit den Wimpern klimpern (1968, 30e plaats), Laß doch den Sonnenschein (1969, 18e plaats), Lieber heute geküsst (1969, 30e plaats) en Alle Blumen brauchen Sonne (1970, 27e plaats) behoren ook tot haar grote successen. Met Alle Blumen brauchen Sonne wist ze in 1970 de tweede plaats te behalen in het Duitse Schlagerconcours in Mainz.
Na wat meer succes in de hitparade, televisieoptredens en toeren, stagneerde haar carrière in het begin van de jaren 1970 en haar ster bleef tegen het einde van het decennium afnemen. Haar laatste hitklassering in de Duitse singlehitlijst dateert van 1974 (Wenn du gehst). Tegen die tijd had ze Polydor verlaten en een contract getekend bij BASF, waar een hele reeks singles verscheen. In 1974 trouwde ze met de geluidstechnicus Klaus-Dieter Hildebrandt. Het echtpaar richtte hun eigen muziekuitgeverij op en produceerde o.a. het hitduo Mona & Michael. Verder hadden ze een opnamestudio opgezet in hun gemeenschappelijke huis, waar onder andere Roger Whittaker platen opnam. In 1976 behaalde ze nog een kleine hit in de radiohitlijsten (Tonio, plaats 46). Het jaar daarop stapte ze over naar het label Crystal/EMI, maar een comeback kwam er ook niet. In 1976 zong ze ook in het Frans onder de naam Nathalie de Navarre.

## Als Nancy Wood
In 1981 veranderde Kern niet alleen het genre – van schlager in country – ze adopteerde ook de nieuwe internationale artiestennaam Nancy Wood. In de Verenigde Staten bracht ze het nummer Imagine That uit, geschreven door bekende country songwriters Byron Hill (schreef hits voor Alabama, George Strait, Gary Allan) en J. Remington Wilde (Conway Twitty, Randy Travis). Hoewel ze niet de grote doorbraak bereikte waarop ze had gehoopt, was het een respectabel succes, want ze was de enige Duitse zangeres na Tina Rainford (Silver Bird, 1976) die de Amerikaanse countryhitlijsten bereikte (1981, nummer 79, geplaatst gedurende vier weken). Hoewel de interesse van de Amerikanen daarna snel afnam, bleef Kern tot het einde van haar leven trouw aan het countrygenre: in 1983 verscheen in Duitsland de dubbel-lp Imagine That. Het jaar daarop riep het Nederlandse countrymagazine Gazette haar uit tot beste Europese countryzangeres. Bij Radio Bremen presenteerde ze ook het programma Nancy's Country Drive-In en gaf ze talloze concerten.

## Privéleven en overlijden
Vanaf het einde van de jaren 1980 kreeg ze steeds meer last van depressies. Op 18 februari 1991 werd ze opgehangen gevonden in haar huis. Haar laatste rustplaats is op de nieuwe begraafplaats in Rostock, waar ook haar schoonouders begraven liggen.

## Na haar overlijden
In 1997 verschenen bij Bear Family Records twee cd's met oude opnamen van Kern. In 1998 verscheen de documentaire film Und vor mir die Sterne...., die het leven en de carrière van Kern probeerde te reconstrueren. De film, omlijst door opnamen van diverse optredens en interviews met de artiest, collega-muzikanten, supporters en collega's uit de showbusiness (onder wie Dieter Thomas Heck, zijn vrouw Ragnhild Heck en Renate Kern-producent Peter Orloff) komen aan het woord. In 2003 was Butterfahrt een toneelstuk waarin schrijfster Margit Rogall Renate Kern als persoon durfde te benaderen. Eind 2008 droeg haar oude platenmaatschappij Polydor haar een cd op in de serie Schlagerjuwelen: Ihre großen Erfolge.

## Discografie

### Singles (Renate Kern)
- 1965: Kiss And Shake / Die Welt ist so schön wie ein Traum (Polydor)
- 1965: Du bist meine Liebe / Kommt nicht in Frage (Polydor)
- 1965: I'll Remember Summer / Now And Then (Polydor Intern.)
- 1965: You'll Be The First One To Know / Now And Then (Polydor Intern.)
- 1966: Eine Welt für uns zwei (A World of Our Own) / Weine keine Abschiedsträne (Polydor)
- 1966: Bis morgen / Ganz genau wie du (Polydor)
- 1966: Lass den dummen Kummer / Weinen tut so weh (Polydor)
- 1967: An irgendeinem Tag / Du mußt mir die Wahrheit sagen (Polydor)
- 1967: Stop the Beat / Damals in Napoli (Polydor)
- 1968: Eine schlaflose Nacht / Ein Mann - ein Wort (Polydor)
- 1968: Lieber mal weinen im Glück / Traurig sein lohnt sich nicht (Polydor)
- 1968: Milord (auf dem LP-Sampler "Eine Runde Polydor")
- 1968: Du musst mit den Wimpern klimpern / Herbstwind (Polydor)
- 1969: Lass doch den Sonnenschein / Meine Welt ist schön (Polydor)
- 1969: Lieber heute geküßt / Einsamkeit (Polydor)
- 1969: 1990 / Come On Let's Dance (Polydor)
- 1970: Supermann / Silber und Gold (Polydor)
- 1970: Alle Blumen brauchen Sonne / Das schönste Land der Welt (Polydor)
- 1970: Warum willst du weinen / Good Bye My Love (Polydor)
- 1971: Er nahm ein anderes Mädchen (Me and Bobby McGee) / Auch Dir lacht einmal die Liebe (Polydor)
- 1971: Geh' mit Gott / Qua La Linta (Träume sind schön) (Polydor)
- 1972: Morgen früh lachst du schon wieder / Rinaldo Rinaldini (Polydor)
- 1972: Das macht diese Welt erst richtig schön / Meine Welt (Polydor)
- 1973: Andiamo Amigo / Mach es wie die Sonnenuhr (Polydor)
- 1974: Wenn du gehst / Bitte denk' an mich (Souviens - toi de moi) (BASF)
- 1974: Zwei in Verona (I tamoré) / Südwind (BASF)
- 1974: BASF-Medley-Single 1974 (der LP "Renate Kern" uit 1974)
- 1975: Freu' dich doch auf den nächsten Sommer / Johnny Mc Clyde (BASF)
- 1975: Zwischen Dir und mir gibt es keine Tür / Balalaika (BASF)
- 1975: Schmetterling flieg / Was soll aus mir werden (BASF)
- 1976: Eine Insel in der Sonne / Vorschuß auf das Paradies (BASF)
- 1976: Tonio / Die letzte Reise (BASF)
- 1976: Tennessee Waltz / Lili Marleen (Koch)
- 1977: Morgen da fährt mein Zug in eine andere Welt / Meine Welt von morgen wird viel schöner sein (Crystal)
- 1978: Die Liebe macht uns Frauen schöner / Ferdinand (Crystal)
- 1978: Komm' zeig' mal deine Zähne / Irgendwie geht es weiter (Crystal)
- 1979: Polterabend im Grünen Kranz / Glaub' ich dem Wind (Crystal)
- 1981: Ach bist du schön... / Oh denk daran (Electrola)

### Single (als Nathalie de Navarre)
- 1976: Quand tu es chez moi / Tu es moi (Mondscheinsonate) (BASF)

### Singles (als Nancy Wood)
- 1981: Imagine That / Turn Your Lovelight On (Montage Records)
- 1982: Turn Your Lovelight On / Imagine That (Ariola)
- 1983: Lyin' Cheatin' Woman Chasin' Honky Tonkin' Whiskey Drinkin' You / Could I Borrow Your Arms For Tonight (Lovelight)
- 1985: Loneliness Is Just A Point Of View (Medley-Kurz-LP 1985; Lovelight)
- 1985: In The Movies / Marianna (Lovelight)
- 1986: Blue Bayou / We Never Give Up (Lovelight)
- 1989: Wild Flowers / Long Way To Go (Lovelight)
- 1989: König der Nacht / Keinerlei Gewähr (Lovelight)

### Albums (Renate Kern)
- 1968: Lieber mal weinen im Glück
- 1969: Meine Welt ist schön
- 1973: Nur wer liebt
- 1974: Renate Kern
- 1975: ...und draußen geht immer der Wind
- 1976: Jahr für Jahr

### Albums (als Nancy Wood)
- 1983: Imagine That
- 1984: On the Road
- 1985: Loneliness Is Just a Point of View
- 1990: Wild Flowers
- 1990: Lieder der Straße

### Compilaties (Renate Kern)
- 1972: Ihre schönsten Schlager
- 1973: Renate Kern (Karussell)
- 1987: Alle Blumen brauchen Sonne
- 1989: Meine Lieder - mein Leben
- 1993: Tennessee Waltz
- 1997: Du bist meine Liebe
- 1997: Er nahm ein anderes Mädchen
- 2002: Meine schönsten Lieder
- 2008: Ihre großen Erfolge - Schlager Juwelen

### Compilaties (als Nancy Wood)
- 1987: We Never Give Up, Blue Bayou u.v.a
- 1992: Stars & Trucks, Folge 11: Asphalt Cowboy - Nancy Wood (Karussell)
- 2002: Best of Nancy Wood

- Gemeinsame Normdatei: 131526057
- International Standard Name Identifier: 0000 0001 0060 6799
- Library of Congress Control Number: no2007087804
- MusicBrainz: 816ab8bf-e8e5-4dc1-8fe6-30261738ea6c
- Virtual International Authority File: 10980974
- WorldCat: E39PBJfX7BBBhtWPrq4fJBVDMP